# Champdôtre
Champdôtre est une commune française située dans le canton d'Auxonne du département de la Côte-d'Or, en région Bourgogne-Franche-Comté.

## Géographie

### Climat
Pour des articles plus généraux, voir Climat de la Bourgogne-Franche-Comté et Climat de la Côte-d'Or.
En 2010, le climat de la commune est de type climat des marges montargnardes, selon une étude du Centre national de la recherche scientifique s'appuyant sur une série de données couvrant la période 1971-2000. En 2020, Météo-France publie une typologie des climats de la France métropolitaine dans laquelle la commune est exposée à un climat semi-continental et est dans la région climatique  Bourgogne, vallée de la Saône, caractérisée par un bon ensoleillement (1 900 h/an), un été chaud (18,5 °C), un air sec au printemps et en été et des vents faibles. 
Pour la période 1971-2000, la température annuelle moyenne est de 10,7 °C, avec une amplitude thermique annuelle de 17,5 °C. Le cumul annuel moyen de précipitations est de 856 mm, avec 11,5 jours de précipitations en janvier et 7,9 jours en juillet. Pour la période 1991-2020, la température moyenne annuelle observée sur la station météorologique de Météo-France la plus proche, « Tavaux Sa », sur la commune de Tavaux à 17 km à vol d'oiseau, est de 11,7 °C et le cumul annuel moyen de précipitations est de 868,7 mm,. Pour l'avenir, les paramètres climatiques de la commune estimés pour 2050 selon différents scénarios d'émission de gaz à effet de serre sont consultables sur un site dédié publié par Météo-France en novembre 2022.

## Urbanisme

### Typologie
Au 1er janvier 2024, Champdôtre est catégorisée bourg rural, selon la nouvelle grille communale de densité à 7 niveaux définie par l'Insee en 2022.
Elle est située hors unité urbaine. Par ailleurs la commune fait partie de l'aire d'attraction de Dijon, dont elle est une commune de la couronne,. Cette aire, qui regroupe 333 communes, est catégorisée dans les aires de 200 000 à moins de 700 000 habitants,.

### Occupation des sols
L'occupation des sols de la commune, telle qu'elle ressort de la base de données européenne d’occupation biophysique des sols Corine Land Cover (CLC), est marquée par l'importance des territoires agricoles (80,7 % en 2018), en diminution par rapport à 1990 (86,7 %). La répartition détaillée en 2018 est la suivante : terres arables (80,7 %), forêts (9,8 %), eaux continentales (5 %), zones urbanisées (4,4 %). L'évolution de l’occupation des sols de la commune et de ses infrastructures peut être observée sur les différentes représentations cartographiques du territoire : la carte de Cassini (XVIIIe siècle), la carte d'état-major (1820-1866) et les cartes ou photos aériennes de l'IGN pour la période actuelle (1950 à aujourd'hui).

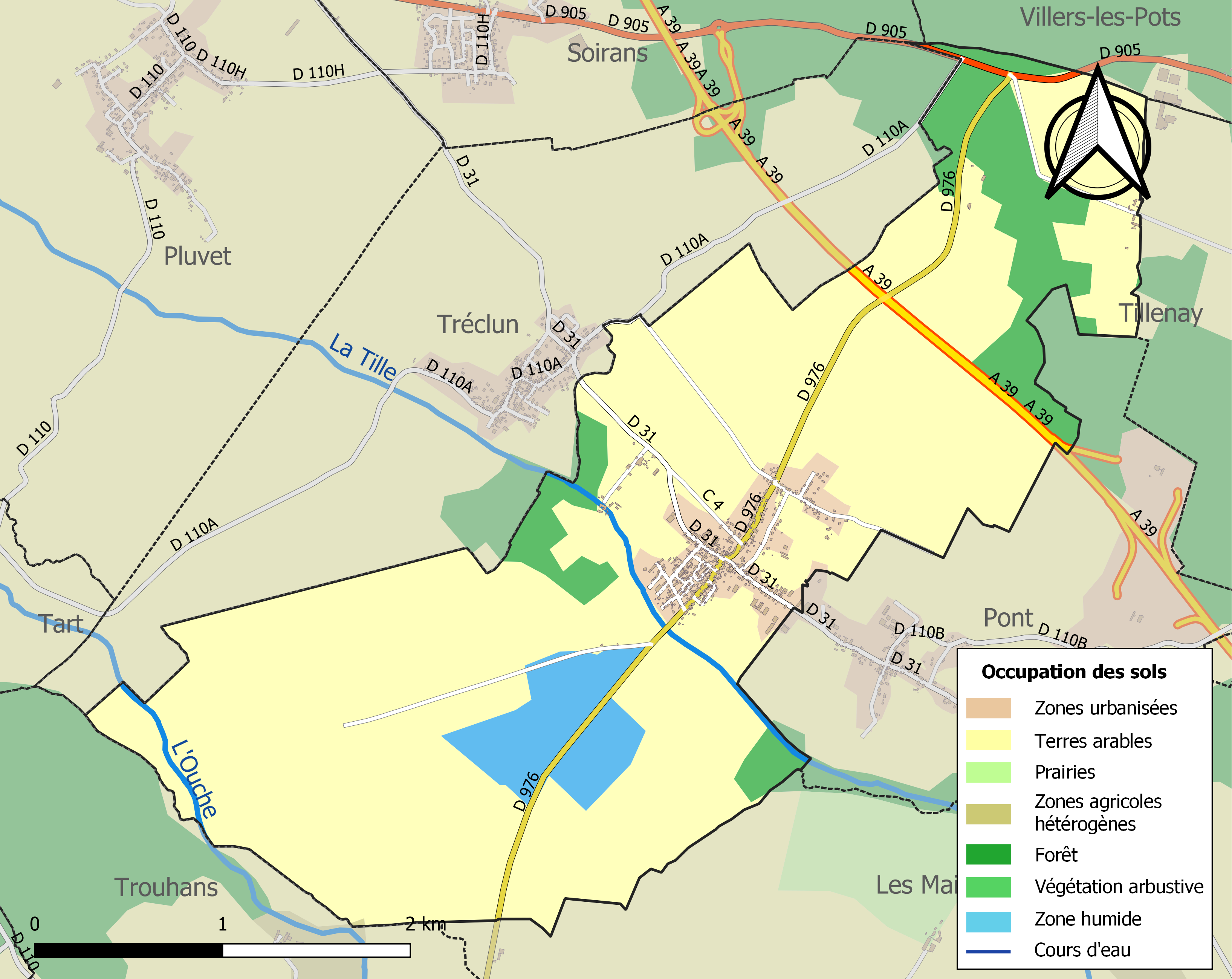
Carte des infrastructures et de l'occupation des sols de la commune en 2018 (CLC).

## Toponymie
Le toponyme Champdôtre remonte à l'époque romaine et dérive du nom celte Candoste, que portait le propriétaire d'une villa locale.
La première mention faite du village figure dans l'acte de donation du domaine de Tillenay, duquel dépend Champdôtre, par Léger d'Autun au chapitre cathédral d'Autun, datant du VIIe siècle.
Selon les époques et les scribes, le nom du village s'orthographie Candoste (925), Candooste (937), Candostrensis (1132), Chandostre (1225), Champdostre (1271), Champdoistre (1273), Chandostrum (1286), Chandotre (1290), Campus dextrus (1308), Champdaultre (1329), Campus dostrus (1336), Campus dostre (1344), Champdoostre (1469), Champdautre (1689), Chandôtre (fin XVIIIe), Champ d'Otre (1793-1801), Champdotre (1884).

## Histoire
Les origines de Champdôtre sont méconnues. Le lieu-dit En la Fortille, au nord-est, aurait accueilli un premier village lacustre, qui ferait remonter l'occupation humaine du territoire à une période, au moins, protohistorique.
Plus sûrement, l'occupation à l'époque romaine du site est attestée par les vestiges, connus de longue date, du tronçon de voie romaine, reliant Tart-le-Haut à Villers-les-Pots, dans le sud de la commune; mais aussi par la statuette (12 cm) de « Mercure portant l'enfant Bacchus », reproduction d'une œuvre de Praxitèle sculptée en 362 av. J.-C., découverte en 1886, au lieu-dit « Chemin des Romains » ; ainsi que par plusieurs substructions, mises au jour lors des fouilles de 1923 et 1926, dont l'importante villa du lieu-dit Pré-Beuley, au sud-ouest de la commune. Il fut en outre trouvé dans cette dernière, des objets laténiens (IVe s. av. J.-C.-Ier s. av. J.-C.), ainsi qu'une série de monnaies allant jusqu'au règne de l'empereur Valérien (252-260).
Par ailleurs, le toponyme du bois de la Vie-des-As, laisse à penser que Champdôtre aurait aussi accueilli une enceinte défensive antique.
Champdôtre semble former, très tôt, peut-être après les invasions barbares de 275-276, avec les villages voisins de Tillenay, Pont et Tréclun, un domaine doublé d'une paroisse, ayant d'abord Tillenay puis Champdôtre pour chef-lieu. Cet ensemble, tombé aux mains des Burgondes, qui s'y installent à la fin du Ve siècle, et dont le royaume est intégré à celui des Francs mérovingien dès 534, passe au cours des deux siècles suivants aux évêques d'Autun.
C'est ainsi que durant son épiscopat (663-677), saint Léger fait don de ce domaine au chapitre de la cathédrale d'Autun.
À partir de 1793, Champdôtre devient une commune appartenant au canton de Pluvault et au district de Saint-Jean-de-Losne, avant d'être rattaché, en 1801, au canton d'Auxonne et à l'arrondissement de Dijon.
Depuis 2005, la commune fait partie de la communauté de communes Auxonne - Val de Saône
Concernant les affaires religieuses, Champdôtre dépend, dès le Moyen Âge, de la paroisse de Tillenay, avant d'en prendre la tête, ainsi que de l'archiprêtré de Genlis, du doyenné d'Oscheret et du diocèse de Chalon-sur-Saône (puis de Dijon, à partir de 1790). De nos jours, le village dépend de la paroisse d'Auxonne, du doyenné Vingeanne-Saône et de l'archidiocèse de Dijon.

## Politique et administration
| Période                                  | Période  | Identité          | Étiquette | Qualité  |
| ---------------------------------------- | -------- | ----------------- | --------- | -------- |
| mars 2001                                | En cours | Jean-Louis Landry | SE        | Retraité |
| avant 1988                               | ?        | René Vaillard     |           |          |
| vers 1920                                |          | M. Grapin         |           |          |
| Les données manquantes sont à compléter. |          |                   |           |          |

## Démographie
L'évolution du nombre d'habitants est connue à travers les recensements de la population effectués dans la commune depuis 1793. Pour les communes de moins de 10 000 habitants, une enquête de recensement portant sur toute la population est réalisée tous les cinq ans, les populations de référence des années intermédiaires étant quant à elles estimées par interpolation ou extrapolation. Pour la commune, le premier recensement exhaustif entrant dans le cadre du nouveau dispositif a été réalisé en 2005.

En 2022, la commune comptait 603 habitants, en évolution de +0,5 % par rapport à 2016 (Côte-d'Or : +0,82 %, France hors Mayotte : +2,11 %).
| 1793 | 1800 | 1806 | 1821 | 1831 | 1836 | 1841 | 1846 | 1851 |
| ---- | ---- | ---- | ---- | ---- | ---- | ---- | ---- | ---- |
| 554  | 574  | 599  | 690  | 716  | 766  | 729  | 738  | 769  |

| 1856 | 1861 | 1866 | 1872 | 1876 | 1881 | 1886 | 1891 | 1896 |
| ---- | ---- | ---- | ---- | ---- | ---- | ---- | ---- | ---- |
| 777  | 747  | 740  | 764  | 782  | 741  | 703  | 692  | 707  |

| 1901 | 1906 | 1911 | 1921 | 1926 | 1931 | 1936 | 1946 | 1954 |
| ---- | ---- | ---- | ---- | ---- | ---- | ---- | ---- | ---- |
| 691  | 688  | 650  | 602  | 619  | 595  | 592  | 612  | 551  |

| 1962 | 1968 | 1975 | 1982 | 1990 | 1999 | 2005 | 2006 | 2010 |
| ---- | ---- | ---- | ---- | ---- | ---- | ---- | ---- | ---- |
| 521  | 482  | 452  | 474  | 504  | 548  | 540  | 535  | 565  |

| 2015 | 2020 | 2022 | - | - | - | - | - | - |
| ---- | ---- | ---- | - | - | - | - | - | - |
| 595  | 593  | 603  | - | - | - | - | - | - |

## Culture locale et patrimoine

### Lieux et monuments
- Église Saint-Paul (reconstruite en 1819)[26].

### Personnalités liées à la commune
- Evêques d'Autun, seigneurs de Champdôtre ;
- Lucien Eugène Prévost, vainqueur du premier Paris-Tours cycliste de 1896, né à Champdôtre, le 29 juin 1863.

### Héraldique
| Blason de Champdôtre | Blason  | D'or à la fasce ondée d'azur, à la crosse de sable brochant en pal. |
| Blason de Champdôtre | Détails | La couleur or est celle présente dans le blason de la Côte-d'Or. La rivière représentée est la Tille, le plus grand cours d'eau traversant la commune. La crosse épiscopale est celle des évêques d'Autun, seigneurs de Champdôtre du Haut Moyen Âge jusqu'à la Révolution. Le statut officiel du blason reste à déterminer. |